# Zbigniew Podsiadło
Zbigniew Podsiadło (ur. 1955 w Borszowicach) – polski artysta fotograf. Członek Związku Polskich Artystów Fotografików. Prezes Zarządu Okręgu Górskiego ZPAF. Członek Rady Fundacji Centrum Fotografii. Członek Rady Programowej Centrum Sztuki – Zamek Sielecki.

## Działalność
Zbigniew Podsiadło mieszka i pracuje w Sosnowcu, fotografuje od 1974 roku. W 2014 roku obchodził 40. lecie pracy twórczej. W 1974 roku został przyjęty w poczet członków Okręgu Górskiego Związku Polskich Artystów Fotografików (legitymacja nr.856). W 2004 roku został prezesem Zarządu OG ZPAF oraz członkiem Zarządu Głównego ZPAF. W 2010 roku został laureatem Nagrody Miasta Sosnowca za Upowszechnianie i Ochronę Kultury. W 2019 roku został ponownie uhonorowany Nagrodą Miasta Sosnowca za Upowszechnianie i Ochronę Kultury.
Zbigniew Podsiadło jest autorem i współautorem wielu wystaw fotograficznych; indywidualnych, zbiorowych, poplenerowych, pokonkursowych. Brał aktywny udział w Międzynarodowych Salonach Fotograficznych (m.in.) organizowanych pod patronatem FIAP, zdobywając wiele medali, nagród, wyróżnień, dyplomów, listów gratulacyjnych. Wielokrotnie publikował swoje fotografie (m.in.) w prasie specjalistycznej: „Foto” (Polska), „Fotografia” (Polska), „Photography” (USA), „Hungaria Foto” (Węgry), „Foto Cine Expert” (Szwajcaria), „Photocommunication” (Austria), „Sowietskoje Foto” (Rosja), „Arte Fotografica” (Hiszpania), „Photography Year Book” (Anglia). Jest uczestnikiem (prowadzącym) wielu spotkań, prelekcji, sympozjów i warsztatów fotograficznych.
W latach 2005–2016 był kuratorem (opiekunem artystycznym) Stowarzyszenia Miłośników Fotografii w Sosnowcu. Jest członkiem jury w konkursach fotograficznych, m.in. w „URBAN - Everyday City Life In Your Pictures”; Międzynarodowym Salonie Fotograficznym we Włoszech. Fotografie Zbigniewa Podsiadło znajdują się w zbiorach, Muzeum Historycznego w Bielsku-Białej – Zamku książąt Sułkowskich, Pałacu Schoena Muzeum w Sosnowcu, Muzeum Śląskiego w Katowicach oraz zbiorach Polskiej Fototeki Narodowej.

## Odznaczenia
- Medal 150-lecia Fotografii (1989)
- Złota Odznaka Honorowa Federacji Amatorskich Stowarzyszeń Fotograficznych w Polsce
- Odznaka honorowa „Zasłużony dla Kultury Polskiej”
- Srebrny Medal „Zasłużony Kulturze Gloria Artis”[3][24]
- Odznaka „Zasłużony dla Miasta Sosnowca” (2024)[25]

Źródło

## Wystawy indywidualne
- Reakcje –1977
- Fotografie – 1979
- Etiuda Śląska – 1984
- Cykle Fotograficzne – 1985
- Akt i Portret – 1986
- Prowincja – 2003
- Łemkowyna – 2005
- Tożsamość Miejsca – 2010
- Tajemnica Tryptyku – 2013
- W Szarościach – 2014
- Igrzysko Boże – 2015
- PODSIADŁO – 2017
- Fotografie – 2018
- Łemkowyna – 2019
- Łemkowyna – Nowa Huta 2021[26]
- Łemkowyna – Zawiercie 2022[27]
- Szukanie światła – Katowice 2023[28]
- Prowincja – fotografia z zapisu srebrowego – Łódź 2023[29]
- Prowincja – Galeria „U Strasza” – Kielce 2025[30]
- Łemkowyna – Galeria ZPAF – Szczecin 2025[31]

Źródło

## Wybrane wyróżnienia
- Srebrny Medal – FIAP; Zagrzeb (1977)
- Brązowy Medal – Singapur (1977)
- Wyróżnienie – Rio de Janeiro (1978)
- Srebrny Medal – Budapeszt (1978)
- Brązowy Medal – Moskwa (1979)
- Druga nagroda – San Francisco (1981)
- Dyplom Honorowy – Chiny (1979)
- Brązowy Medal – Berlin (1985)

Źródło